# Festina

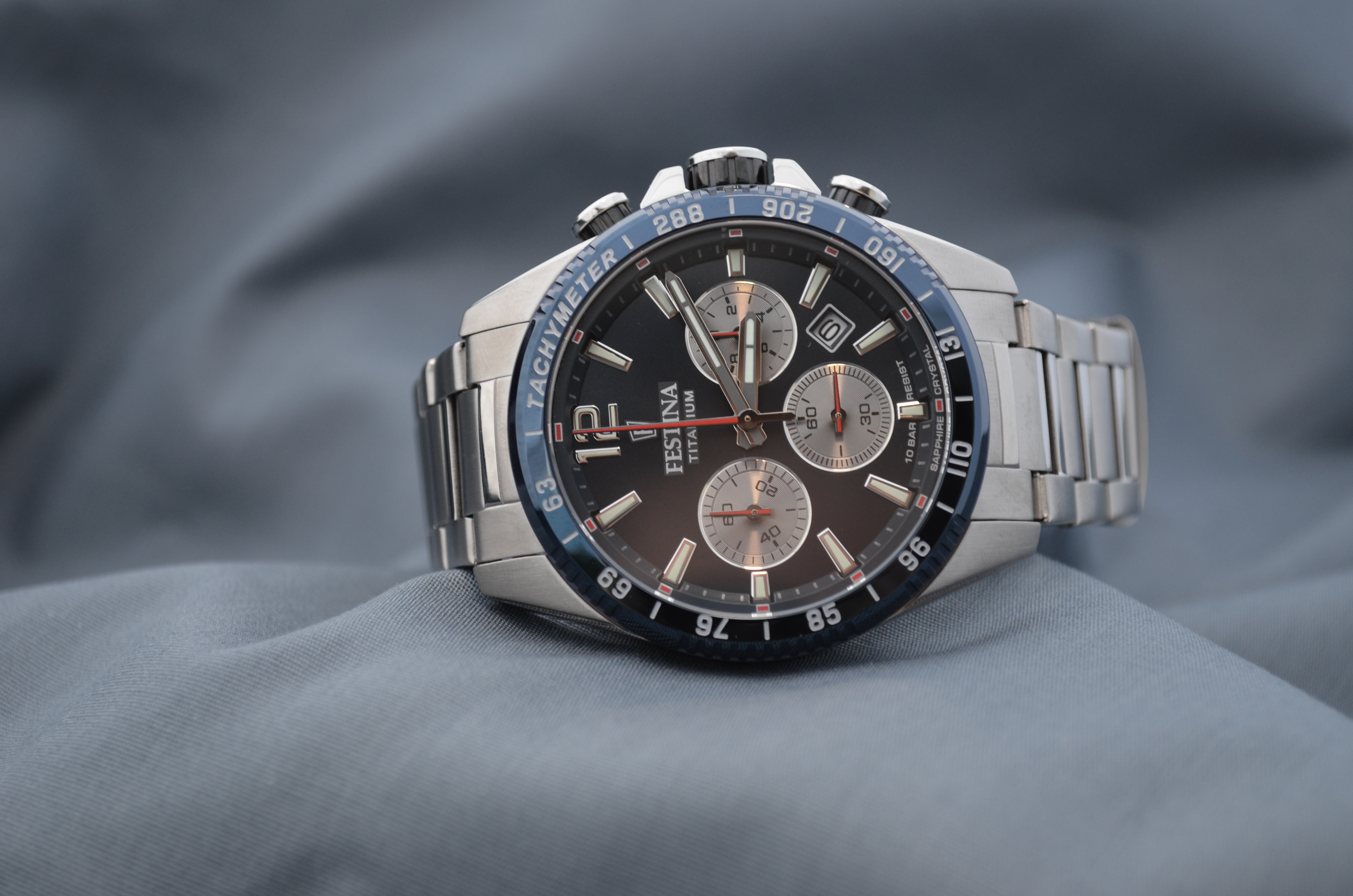
Hodinky značky Festina

Festina je hodinářská značka založená ve Švýcarsku v roce 1902. V roce 1984, po quartzové krizi, však značku Festina kupuje španělský podnikatel Miguel Rodriguez a formuje se tak skupina Festina-Lotus S.A. označovaná jako Festina Group. Festina Group je vlastníkem těchto hodinářských značek Lotus, Candino, Jaguar, Calypso. Skupina také vlastní značku chytrých hybridních hodinek Kronaby, založenou ve Švédsku v roce 2016. Festina Group je také vlastníkem dvou luxusních švýcarských hodinářských značek Perrelet a L. Leroy a šperkařské značky Lotus Style a Lotus Silver.

## Historie
Firma Festina byla založena roku 1902 v La Chaux-de-Fonds ve Švýcarsku. V roce 1935 byla firma prodána podnikateli Willy Burkhardovi von Wilhelm. V této době byla Festina spíše menší firmou. V roce 1975 převzal Festinu milovník hodinek Georg Ulmann. V roce 1981 byla založena společnost Lotus Španělem Miguelem Rodriguezem. Ten v roce 1984 získal Festinu z rukou Georga Ulmanna. V této době nastal obrovský pokrok díky zavedení quartzových strojků a tím začala nová éra firmy. V roce 1989 získala Festina exkluzivní značku Jaguar. V roce 1990 je založen profesionální cyklistický tým Festina, značka se tak významně spojuje s cyklistikou, což už ji zůstalo do současnosti. V roce 1994 tým Festina vítězí na cyklistickém závodě Tour de France a značka Festina se stává oficiální časomírou závodu Tour de France. V roce 1995 vstupuje značka Festina na český trh a zakládá se oficiální česká stránka www.festina.cz. Výhradní distributor se stává společnost Janeba Time, která značku distribuuje v České republice, Slovenku a Polsku. Značka výrazně roste a dobývá český i světový trh s hodinkami. V roce 1996 je na trh uvedena značka Calypso, která se soustředí na hodinky pro mladé. V roce 1997 značka poprvé představuje zlaté hodinky, titanové hodinky a hliníkové hodinky. Značka se velmi rozvíjí a vznikají nové kolekce. V roce 2002 získala Festina značku Candino a formuje se skupina Festina Group. V roce 2004 skupina Festina Group představuje značku Lotus Style. V roce 2009, po řadě úspěšných let, začíná značka Festina spolupracovat s různými celebritami na poli filmu i cyklistiky. Vznikají první keramické hodinky a začíná se objevovat první limitované edice. V roce 2013 se partnerem stává významný vrchař v cyklistice Richard Virenque. V roce 2015 začíná značka Festina spolupracovat s šperkařskou značkou Swarovski. V roce 2017 začíná značka spolupracovat s Miss France a hollywoodským hercem Gerardem Butlerem. Herec a vždy aktuální Miss France se stávají tváří značky Festina každý rok. Proslulá kolekce Tour de France se přejmenovává na kolekci Chrono Bike, ale stále to jsou muži oblíbené sportovní chronografy a ikonou celé značky. Vznikají další kolekce jako kolekce Swiss Made, kdy značky se snaží navrátit na původní směr velmi kvalitních švýcarských hodinek. V roce 2020 vzniká unikátní kolekce titanových hodinek se safírovým sklíčkem nazvaná Titanium Sport.
V roce 2021 přichází skupina Festina Group s chytrými hybridní hodinkami Festina Connected, Lotus Connected, Lotus SmarTime, Calypso SmarTime, Jaguar Connected a Festina SmarTime. Jedná se kombinaci kvalitních analogových hodinek a chytrého hybridního modulu, který se přes Bluetooth umí připojit k vašemu chytrému telefonu. Díky připojení máte možnost ovládat několik chytrých funkcí.
Značka si do součásti i přes trend chytrých hodinek drží prvenství ve quartzových analogových hodinkách.

## Festina v letech
- 1902 – založena
- 1935 – poprvé prodána
- 1975 – koupena Georgem Ulmannem
- 1984 – počátek expanze + spojení s Lotusem pod společným vlastníkem Miguelem Rodriguezem
- 1985 – vyrobeny hodinky s fázemi Měsíce a přechod na quartzové strojky

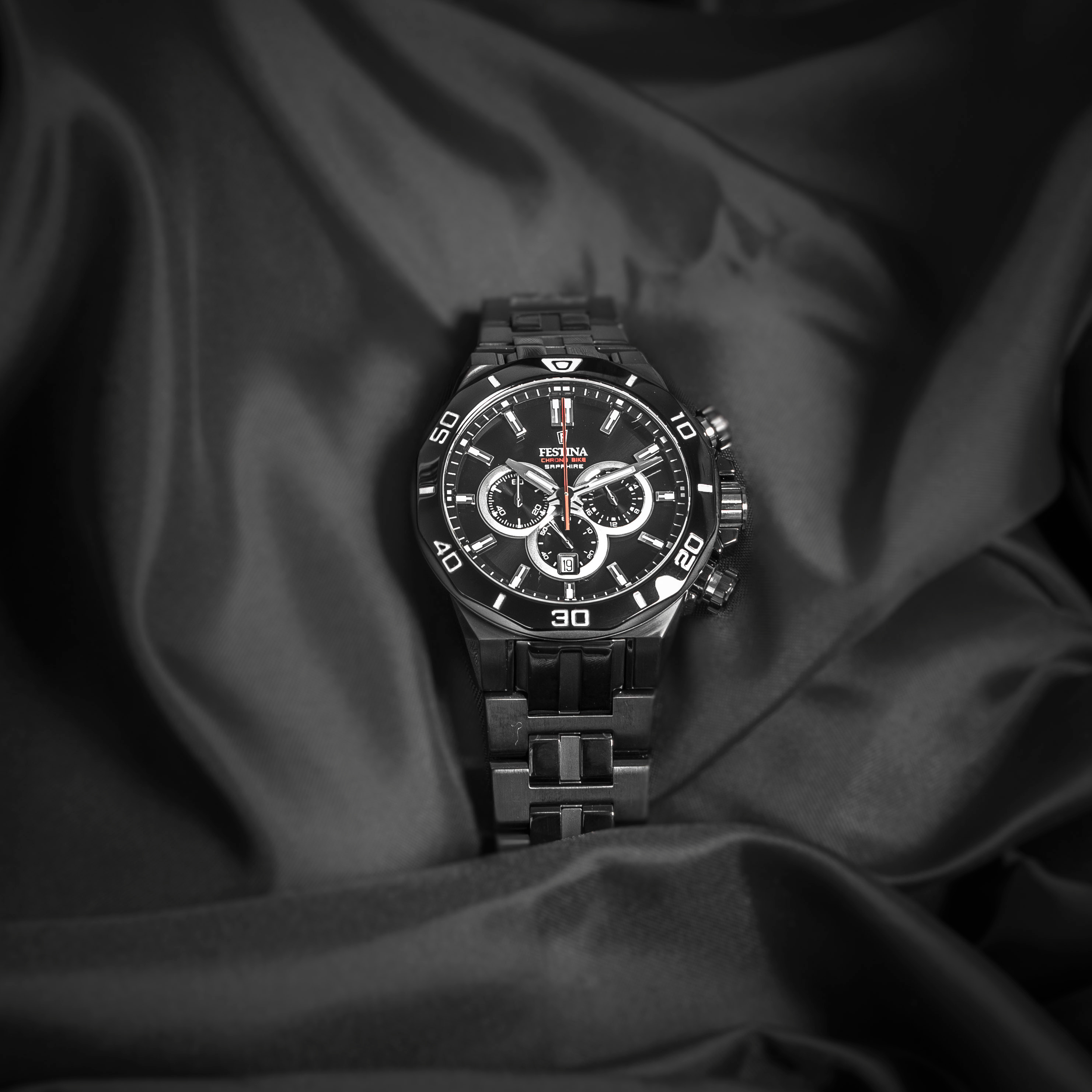
Festina Full Black Limited Edition

- Festina Full Black Limited Edition1989 – připojena švýcarská značka Jaguar
- 2002 – připojena švýcarská značka Candino
- 2004 - představení značky Lotus Style

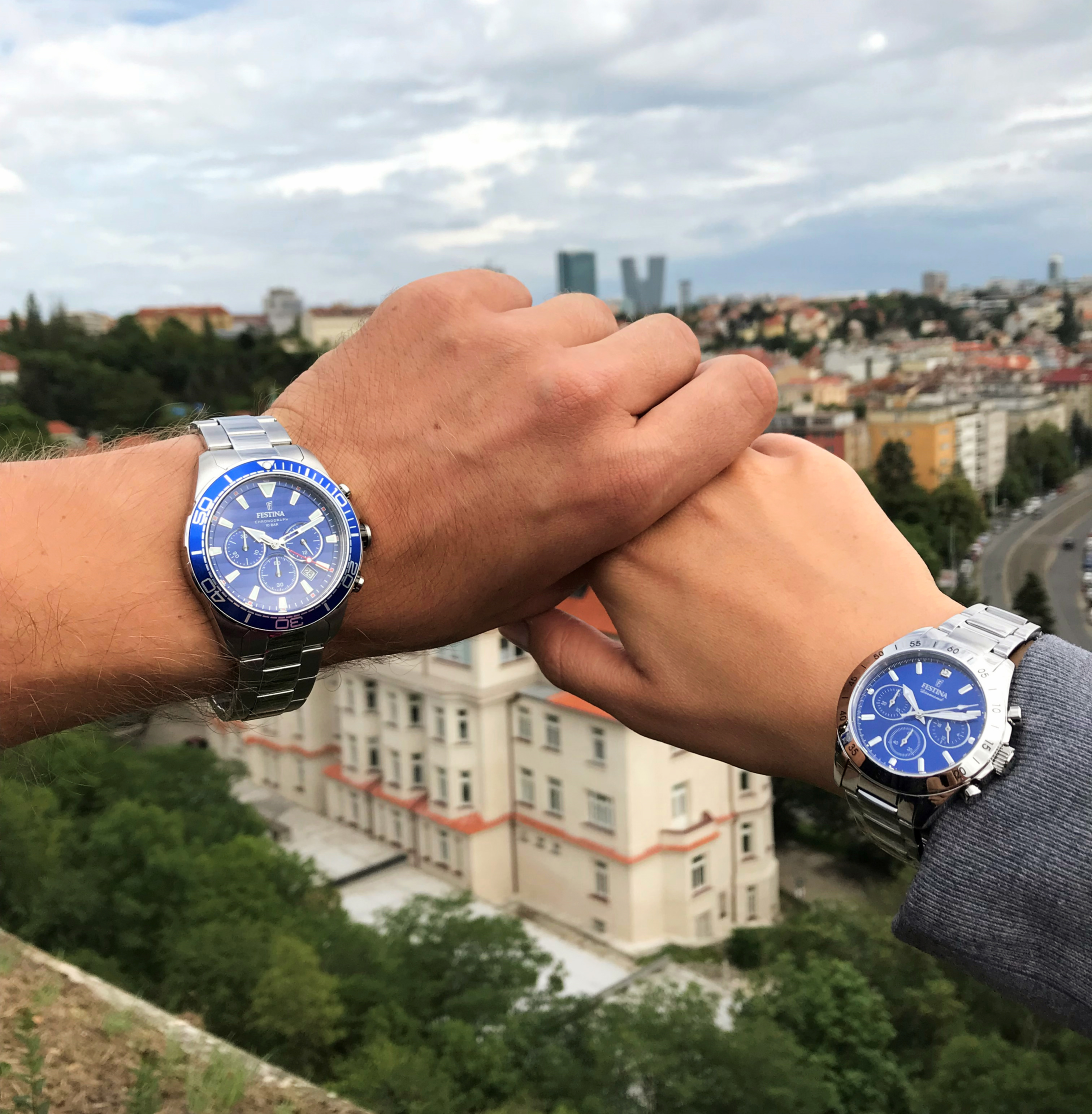
Pánské a dámské hodinky Festina

- Pánské a dámské hodinky Festina2009 - značka uvádí první keramické hodinky
- 2011 - první limitovaná edice z kolekce Tour de France
- 2013 - partnerem se stává známý cyklistický vrchař Richard Virenque
- 2014 - vzniká populární dámská kolekce Boyfriend
- 2015 - vzniká kolekce Mademoiselle a vzniká spolupráce se šperkařskou značkou Swarovski
- 2018 - nastavuje se spolupráce s Gerard Butler a Miss France
- 2019 - Kupuje se značka Kronaby
- 2020 - vzniká speciální kolekce pod značkou Lotus SmarTime, Calypso SmarTime, Festina SmarTime,
- 2021 - vznikají první chytré hybridní hodinky Lotus Connected, Jaguar Connected a Festina Connected.

## Hodinky a Šperky
Značka Festina je hodinářskou firmou a své výrobky kompletuje nejen ve Švýcarsku, ale i ve Španělsku. Kolekce, kompletované ve Švýcarsku, mají pečeť Swiss made. Značka u těchto kolekcí dodržuje standardy kvality obvyklé pro švýcarské hodinky. Vyrábí jak hodinky s quartzovým mechanismem (bateriový pohon), tak hodinky s mechanickým nátahem. Vyrábí celou řadu limitovaných edic a kolekcí. Nově se soustředí i na chytré hodinky i na chytré hybridní hodinky.

## Padělky
Stejně jako u všech hodinářských značek i zde můžeme narazit na padělky a podvodný prodej. V roce 2017 byla v České republice kauza, kdy celníci zabavili v Olomouci tisíce padělaných hodinek, včetně hodinek značky Festina. Výrobce na českých stránkách upozorňuji a doporučuje nakupovat hodinky značky Festina pouze u autorizovaných prodejců, aby tak měl kupující záruku servisu, původu, originality a originálních náhradních dílů v případě potřeby.